# Philotoceraeus
Philotoceraeus is een kevergeslacht uit de familie van de boktorren (Cerambycidae). De wetenschappelijke naam van het geslacht werd voor het eerst geldig gepubliceerd in 1896 door Fairmaire.

## Soorten
Philotoceraeus omvat de volgende soorten:
- Philotoceraeus descarpentriesi Breuning, 1976
- Philotoceraeus visendus Fairmaire, 1896